# Campeonato Mundial de Tiro de 1998
El XLVII Campeonato Mundial de Tiro se celebró en Barcelona y Zaragoza (España) en julio de 1998 bajo la organización de la Federación Internacional de Tiro Deportivo (ISSF) y la Real Federación Española de Tiro Olímpico.
Las competiciones se realizaron en el Campo de Tiro Olímpico de Mollet, ubicado en la localidad de Mollet del Vallès, al noreste de la capital catalana, a excepción de las pruebas de 300 m que se efectuaron en un campo de tiro de Zaragoza.

## Resultados

### Masculino
| Evento                                 | Oro                                | Plata                                         | Bronce                                    |
| -------------------------------------- | ---------------------------------- | --------------------------------------------- | ----------------------------------------- |
| Rifle 3 posiciones 300 m               | Jean-Pierre Amat Francia 1162 pts. | Pascal Bessy Francia 1161 pts.                | Glenn Dubis Estados Unidos 1157 pts.      |
| Rifle 3 posiciones 300 m (equipos)     | Estados Unidos                     | Noruega ·                                     | Francia                                   |
| Rifle en pos. tendida 300 m            | Bengt Andersson · Suecia · 598     | Tapio Säynevirta · Finlandia · 597            | Glenn Dubis Estados Unidos 597            |
| Rifle en pos. tendida 300 m (equipos)  | Suecia ·                           | Noruega ·                                     | Francia                                   |
| Rifle estándar 300 m                   | Espen Berg Knudsen · Noruega · 578 | Rudolf Krenn · Alemania · 577                 | Steve Goff Estados Unidos 576             |
| Rifle estándar 300 m (equipos)         | Estados Unidos                     | Suiza ·                                       | Finlandia ·                               |
| Rifle 3 posiciones 50 m                | Jozef Gönci · Eslovaquia · 1271,6  | Pascal Bessy Francia 1267,7                   | Rajmond Debevec Eslovenia 1267,6          |
| Rifle 3 posiciones 50 m (equipos)      | Ucrania ·                          | Francia                                       | Rusia ·                                   |
| Rifle en pos. tendida 50 m             | Thomas Tamas Estados Unidos 701,9  | Juha Hirvi · Finlandia · 701,6                | Sergéi Kovalenko · Rusia · 701,4          |
| Rifle en pos. tendida 50 m (equipos)   | Estados Unidos                     | Eslovaquia ·                                  | Italia ·                                  |
| Rifle de aire 10 m                     | Artem Jadzhibekov · Rusia · 696,5  | Jozef Gönci · Eslovaquia · 695,9              | Chae Keun-Bae Corea del Sur 695,1         |
| Rifle de aire 10 m (equipos)           | Rusia ·                            | Corea del Sur                                 | Eslovaquia ·                              |
| Pistola 50 m                           | Franck Dumoulin Francia 673,4      | Hans-Jürgen Bauer-Neumaier · Alemania · 666,7 | Igor Basinski · Bielorrusia · 662,7       |
| Pistola 50 m (equipos)                 | China                              | Rusia ·                                       | Bielorrusia ·                             |
| Pistola rápida de fuego 25 m           | Ralf Schumann · Alemania · 696,9   | Daniel Leonhard · Alemania · 692,4            | Iulian Raicea · Rumania · 691,4           |
| Pistola rápida de fuego 25 m (equipos) | Alemania ·                         | China                                         | Japón                                     |
| Pistola de fuego 25 m                  | Park Byung-Taek Corea del Sur 588  | Pal Hembre · Noruega · 588                    | Giovanni Bossi · Austria · 588            |
| Pistola de fuego 25 m (equipos)        | Corea del Sur                      | Rusia ·                                       | Bielorrusia ·                             |
| Pistola estándar 25 m                  | Mijaíl Nestruyev · Rusia · 580     | Pal Hembre · Noruega · 580                    | Jin Yongde China 574                      |
| Pistola estándar 25 m (equipos)        | China                              | Noruega ·                                     | Austria ·                                 |
| Pistola de aire 10 m                   | Wang Yifu China 685,3              | Igor Basinski · Bielorrusia · 684,4           | Konstantin Lukachik · Bielorrusia · 684,4 |
| Pistola de aire 10 m (equipos)         | China                              | Rusia ·                                       | Bielorrusia ·                             |
| Blanco móvil 10 m                      | Niu Zhiyuan China 678,8            | Adam Saathoff Estados Unidos 677,9            | Igor Kolosev · Rusia · 676,4              |
| Blanco móvil 10 m (equipos)            | Finlandia ·                        | Alemania ·                                    | Rusia ·                                   |
| Blanco móvil mixto 10 m                | Niu Zhiyuan China 390              | Miroslav Lízal · República Checa · 388        | Yuri Yurasov · Ucrania · 386              |
| Blanco móvil mixto 10 m (equipos)      | República Checa ·                  | China                                         | Finlandia ·                               |
| Foso                                   | Giovanni Pellielo · Italia · 149   | Lance Bade Estados Unidos 149                 | Marco Venturini · Italia · 146            |
| Foso (equipos)                         | Italia ·                           | Estados Unidos                                | Portugal                                  |
| Doble foso                             | Michael Diamond Australia 192      | Mark Russell Australia 190                    | Richard Faulds Reino Unido 189            |
| Doble foso (equipos)                   | Australia                          | Italia ·                                      | China                                     |
| Skeet                                  | Abdulá al-Rashidi Kuwait 148       | Nikolái Teopli · Rusia · 147                  | Todd Graves Estados Unidos 146            |
| Skeet (equipos)                        | Finlandia ·                        | República Checa ·                             | Rusia ·                                   |

- RM –  récord mundial

### Femenino
| Evento                               | Oro                                         | Plata                             | Bronce                                |
| ------------------------------------ | ------------------------------------------- | --------------------------------- | ------------------------------------- |
| Rifle 3 posiciones 50 m              | Sonja Pfeilschifter · Alemania · 682,7 pts. | Wang Xian China 679,3 pts.        | Nonka Matova Bulgaria 679,2 pts.      |
| Rifle 3 posiciones 50 m (equipos)    | China                                       | Estados Unidos                    | Bulgaria                              |
| Rifle en pos. tendida 50 m           | Marina Bobkova · Rusia · 597                | Wang Xian China 596               | Elizabeth Bourland Estados Unidos 595 |
| Rifle en pos. tendida 50 m (equipos) | Rusia ·                                     | China                             | Ucrania ·                             |
| Rifle de aire 10 m                   | Sonja Pfeilschifter · Alemania · 499,4      | Renata Mauer · Polonia · 498,1    | Kim Jung-Mi Corea del Sur 497,6       |
| Rifle de aire 10 m (equipos)         | Alemania ·                                  | China                             | España ·                              |
| Pistola 25 m                         | Cai Yeiqing China 687,3                     | İradə Aşumova Azerbaiyán 683,5    | Marina Logvinenko · Rusia · 683,0     |
| Pistola 25 m (equipos)               | China                                       | Corea del Sur                     | Mongolia                              |
| Pistola de aire 10 m                 | Munkhbayar Dorjsuren Mongolia 484,1         | Yoko Inada Japón 484,0            | Lalita Milshina · Bielorrusia · 482,4 |
| Pistola de aire 10 m (equipos)       | Rusia ·                                     | China                             | Alemania ·                            |
| Blanco móvil 10 m                    | Natalia Kovalenko · Kazajistán · 376        | Xu Xing China 375                 | Wang Xia China 375                    |
| Blanco móvil 10 m (equipos)          | China                                       | Alemania ·                        | Rusia ·                               |
| Foso                                 | Satu Pusila · Finlandia · 94                | Susanne Kiermayer · Alemania · 91 | Guo Hua China 91                      |
| Foso (equipos)                       | China                                       | Estados Unidos                    | Alemania ·                            |
| Doble foso                           | Deborah Gelisio · Italia · 144              | Kimberly Rhode Estados Unidos 141 | Cindy Gentry Estados Unidos 141       |
| Doble foso (equipos)                 | Estados Unidos                              | China                             | Corea del Sur                         |
| Skeet                                | Diána Igaly · Hungría · 96                  | Zhang Shan China 96               | Andrea Straňovská · Eslovaquia · 95   |
| Skeet (equipos)                      | China                                       | Rusia ·                           | Italia ·                              |

## Medallero
| Núm. | País            | Oro | Plata | Bronce | Total |
| ---- | --------------- | --- | ----- | ------ | ----- |
| 1    | China           | 12  | 10    | 4      | 26    |
| 2    | Rusia           | 6   | 5     | 7      | 18    |
| 3    | Estados Unidos  | 5   | 6     | 6      | 17    |
| 4    | Alemania        | 5   | 6     | 2      | 13    |
| 5    | Finlandia       | 3   | 2     | 2      | 7     |
| 6    | Italia          | 3   | 1     | 3      | 7     |
| 7    | Francia         | 2   | 3     | 2      | 7     |
| 8    | Corea del Sur   | 2   | 2     | 3      | 7     |
| 9    | Suecia          | 2   | 0     | 0      | 2     |
| 10   | Noruega         | 1   | 5     | 0      | 6     |
| 11   | Eslovaquia      | 1   | 2     | 2      | 5     |
| 12   | República Checa | 1   | 2     | 0      | 3     |
| 13   | Ucrania         | 1   | 0     | 2      | 3     |
| 14   | Mongolia        | 1   | 0     | 1      | 2     |
| 15   | Hungría         | 1   | 0     | 0      | 1     |
|      | Kazajistán      | 1   | 0     | 0      | 1     |
|      | Kuwait          | 1   | 0     | 0      | 1     |
| 18   | Bielorrusia     | 0   | 1     | 6      | 7     |
| 19   | Japón           | 0   | 1     | 1      | 2     |
| 20   | Azerbaiyán      | 0   | 1     | 0      | 1     |
|      | Polonia         | 0   | 1     | 0      | 1     |
|      | Suiza           | 0   | 1     | 0      | 1     |
| 23   | Austria         | 0   | 0     | 2      | 2     |
|      | Bulgaria        | 0   | 0     | 2      | 2     |
| 25   | Eslovenia       | 0   | 0     | 1      | 1     |
|      | España          | 0   | 0     | 1      | 1     |
|      | Portugal        | 0   | 0     | 1      | 1     |
|      | Reino Unido     | 0   | 0     | 1      | 1     |
|      | Rumania         | 0   | 0     | 1      | 1     |
|      | TOTAL           | 50  | 50    | 50     | 150   |